# 동쪽마녀의 첫 번째 남자
《동쪽마녀의 첫 번째 남자》는 2007년 2월 10일에 MBC에서 방영한 베스트극장이다.

## 기획 의도
누구에게나 비밀은 있고, 누구나 거짓말을 하게 되지만 영원한 비밀은 없고, 완벽한 거짓말은 없기에 결국 진실은 밝혀지게 마련이다. 그러면서 그 진실이 우리가 전혀 예측하지 못했던 방향으로 나타나는 경우도 종종 있고, 진실이 밝혀지는 것을 두려워하는 마음이 앞서 진실을 왜곡하게 되는 경우도 있다. 한 여자의 비밀에 대한 남자들의 두려움과 그에 따른 거짓말속에 누구나 지니고 있는 인간의 이중성이라는 문제를 다룬다. 인간의 양면성 앞에 무너지는 한 여인의 삶을 통해 우리의 삶을 다양한 시각으로 돌아보고자 한다.

## 등장 인물

### 주요 인물
- 이민우 : 권영우(22세, 35세) 역

대학시절 내내 소설을 쓰며 신춘문예에 도전한다. 잘나가는 친구들보다 사회적으로는 조금 쳐지는 감은 있지만, 아직까지 돈이나 지위로 사람을 평가하거나 인간관계를 유지시키는 속물은 아니다. 대학시절 만인의 연인이었던 재인에게 고백 한번 못한 채 갑자기 사라져 버린 그녀에 대해 못내 아쉬움이 남아있는 채 살아왔다.
- 김혜나 : 이재인(22세, 35세) 역

어느 학교나 학번에는 한두 명씩 있다는 캠퍼스의 연예인 같은 존재였다. 뛰어난 외모와 화려한 패션 감각을 지니고, 네이티브한 영어 시력까지 겸비했다. 개방적인 성격과 보이쉬한 매력으로 남학생들과는 거침없는 스킨십을 한다. 이러한 성격으로 남학생들에게는 만인의 연인이 되고 여학생들에게는 질투의 대상이 된다. 이런 그녀가 갑자기 사라졌다가 영우와 친구들 앞에 13년 만에 모습을 드러낸다.
- 이석준 : 박희돈(22세, 35세) 역

영우의 친구. 현재 국회의원 보좌관. 개천에서 용난 케이스로 어디서든 우두머리가 되고 싶어한다. 나이에 비해 조숙하고 친구들 중에서 가장 세속적이고 계산적인 친구다.
- 김용희 : 조윤재(22세, 35세) 역

영우의 친구. 현재 연예기획사 팀장. 대학시절 오렌지족은 못되더라도 낑깡족 흉내는 냈다. 본성은 나쁘지 않으나 음주가무와 여자를 좋아하여 연예계쪽으로 인연이 닿는다.
- 김혁 : 원유일(22세, 35세) 역

영우의 친구. 출중한 외모 덕에 여자를 잘 잡아 결혼하고, 현재 의사인 아내가 곧 개업할 소아과 병원의 바지사장이 될 참이다. 이것으로 대학 때 친구들한테 느꼈던 자격지심을 회복하려 한다.

### 그 외 인물
- 윤진영
- 방인시
- 정주연
- 양현우